# Mousaki
 (décembre 2020).
Pour plus de détails, voir Fiche technique et Distribution.
Mousaki (こむぎいろの天使 雀と少年, Komugīro no tenshi: Suzume to shōnen) est un film japonais pour enfants réalisé par Toshio Gotō (ja) et sorti en 1978.

## Synopsis
Un petit garçon turbulent, Sabu, trouve des œufs d'oiseaux. Un serpent les mange mais Sabu parvient à sauver le dernier. Il va alors s'occuper de l'oisillon qui a éclos, un moineau friquet, avec l'aide d'un autre enfant, Ken'ichi, en cachette des adultes.

## Fiche technique
- Titre français : Mousaki[1]
- Titre original : こむぎいろの天使 雀と少年 (Komugīro no tenshi: Suzume to shōnen?)
- Réalisation : Toshio Gotō (ja)
- Scénario : Hideka Nagasaka (ja)
- Photographie : Hayao Yamamoto
- Musique : Yoshiaki Ogawa (ja)
- Pays de production :  Japon
- Langue originale : japonais
- Durée : 75 minutes[2]
- Dates de sortie :
  - Japon : 24 décembre 1978[2]
  - France : 30 avril 1980[3]

## Distribution
- Yōji Matsuda (ja) : Sabu
- Tsukasa Nakagoshi : Ken'ichi
- Mizuho Suzuki (ja) : Professeur Mishima
- Tappei Shimokawa (ja) : le père de Sabu
- Sanae Nakahara (ja) : la mère de Sabu